# 新関村
新関村（しんせきむら）は、かつて新潟県中蒲原郡にあった村。1957年3月18日の分割編入によって消滅し、現在は五泉市、新潟市秋葉区の一部となっている。
以下の記述は合併直前当時の旧新関村に関しての記述であり、現在では名称等が異なる場合がある。なお、ここに記述されていない内容に関しては五泉市、新潟市などの記事を参照。

## 沿革
- 1889年（明治22年）4月1日 - 町村制施行に伴い中蒲原郡下新村、大関村、岡田村、安部新村、次屋村、浦沢村、安養寺村、市新村、小口村、金屋村、北村、新郷屋村、牧ヶ鼻村、六郷村、羽下村、下条村、田屋村、船越村、猿橋村が合併し、新関村が発足。
- 1957年（昭和32年）3月18日 - 村域を二分割し、次のとおり隣接自治体に編入され消滅。
  - 大字下条、船越、猿橋、田屋 → 五泉市
  - 大字小口、大関、岡田、安部新、次屋、浦沢、安養寺、市新、下新、金屋、北、新郷屋、牧ケ鼻、六郷、羽下 → 新津市

## 地域
新関村は、合併した村名を継承する以下の大字で構成される。
下新（しもしん）
旧・下新村の区域。現在の新潟市秋葉区下新。
大関（おおせき）
旧・大関村の区域。現在の新潟市秋葉区大関。
岡田（おかだ）

旧・岡田村の区域。現在の新潟市秋葉区岡田。
市新（いちしん）

旧・市新村の区域。現在の新潟市秋葉区市新。
小口（こぐち）

旧・小口村の区域。現在の新潟市秋葉区小口。
金屋（かなや）

旧・金屋村の区域。現在の新潟市秋葉区金屋。
新郷屋（しんごや）

旧・新郷屋村の区域。現在の新潟市秋葉区新郷屋。
六郷（ろくごう）

旧・六郷村の区域。現在の新潟市秋葉区六郷。
牧ヶ鼻（まきがはな）

旧・牧ヶ鼻村の区域。現在の新潟市秋葉区牧ヶ鼻。
北（きた）

旧・北村の区域。現在の新潟市秋葉区北。
安部新（あべしん）

旧・安部新村の区域。現在の新潟市秋葉区安部新。
下条（しもじょう）

旧・下条村の区域。現在の五泉市下条。
船越（ふなこし）

旧・船越村の区域。現在の五泉市船越。
猿橋（さるはし）

旧・猿橋村の区域。現在の五泉市猿橋。
田屋（たや）

旧・田屋村の区域。現在の五泉市田屋。
次屋（つぎや）

旧・次屋村の区域。現在の五泉市次屋。
浦沢（うらさわ）

旧・浦沢村の区域。現在の五泉市浦沢。
安養寺（あんようじ）

旧・安養寺村の区域。現在の五泉市安養寺。
羽下（はが）

旧・羽下村の区域。現在の五泉市羽下。

## 教育

### 小学校
- 新関村立新関小学校

### 中学校
- 新関村立新関中学校

## 交通

### 鉄道路線
- 日本国有鉄道
  - 磐越西線
    - 新関駅

## 村長
- 佐藤定七